# 멘딥

멘딥의 위치

멘딥(영어: Mendip)은 잉글랜드 서머싯주에 위치한 비도시 자치구로 중심 도시는 셰프턴맬릿이며 인구는 110,844명(2014년 기준), 면적은 739.44km2이다.